# Беркут (Индела)
«Беркут» — белорусский беспилотный летательный аппарат, разработанный КБ «Индела».

## Функционал
«Беркут» представляет из себя воздушную мишень и предназначен для имитирования атак дозвуковых самолётов и крылатых ракет. В белорусской армии часто применялся на учениях и испытаниях модифицированных ракетных комплексов С-125, РПЦ 5Н62, ПАРГСН 5Г23, радиовзрывателей ЗУР В-860 и прочего. Эксплуатация «Беркута» позволяет экономить на затратах. Также уменьшается трудоёмкость и сложность организации лётных экспериментов.

## Описание
Дрон роботизирован. Корпус выполнен из композитных материалов с двумя турбореактивными двигателями. Посадка парашютная. Главные режимы полёта обеспечиваются наземными средствами управления. Также в оперативном режиме возможно изменение полётного задания, приёма и отображения внешнетраекторной и телеметрической информации. Наземное обслуживание в основном состоит из автоматизированной системы контроля и комплекса технологического оборудования. Все эти средства обеспечивают беспилотнику проверку и проведение исправности бортовых систем, проведение подготовки к старту и повторному применению.
Планер действует в составе беспилотного комплексах, который представлен непосредственно летательным аппаратом в составе с радиолокационным имитатором отраженного сигнала «РИЦ».

### Характеристики
Диаметр главного винта – 2,82 м; длина беспилотника – 2,38 м; максимальная масса – 34 кг; тип двигателя – 1 ТРД; тяга – 1 х 0.23 кН; максимальная скорость аппарата – 360 км/ч; продолжительность полёта – 30 минут; радиус действия – 80 км; крейсерская – 150 км/ч; практический потолок – 3 км.

## Вариации
- Беркут-ВМ — дрон с реактивным двигателем, способен имитировать крылатую ракету и транспортный самолёт[1]. Беспилотник поставлялся в Анголу[2] и в Демократическую Республику Конго, где 20 единиц были захвачены в 2025 году повстанцами в Гоме[3].